# Martina Gastl
Martina Ingeborg Gastl, geborene Schütz (* 1974 in Bamberg) ist eine deutsche Brauwissenschaftlerin. Sie ist seit April 2022 Leiterin des Forschungszentrums Weihenstephan für Brau- und Lebensmittelqualität (BLQ).

## Leben
Gastl machte eine handwerkliche Ausbildung als Brauerin und Mälzerin. Anschließend studierte sie Brauwesen und Getränketechnologie an der Technischen Universität München, wo sie 2006 mit einer Arbeit über den Lipidabbau doktorierte. Ab 2002 als wissenschaftliche Angestellte sowie als Laborleitung am Lehrstuhl für Technologie der Brauerei tätig, ab 2005 als Laborleitung.
2009 bis 2022 leitete sie die Arbeitsgruppe Rohstofftechnologie am Lehrstuhl für Brau- und Getränketechnologie an der heutigen TUM School of Life Sciences der Technischen Universität München. Zum 1. April 2022 wurde sie zur Nachfolgerin von Fritz Jacob als Leiterin des Forschungszentrums Weihenstephan für Brau- und Lebensmittelqualität (BLQ) bestellt, einem Zentralinstitut der Technischen Universität München.
Gastl ist Mitglied im Deutschen Braumeister- und Malzmeister-Bund und im Verband ehemaliger Weihenstephaner der Brauerabteilung e.V. 

## Schriften (Auswahl)
- 2006: Technologische Einflussnahme auf den Lipidabbau im Sinne einer Verbesserung der Geschmacksstabilität des Bieres.
- 2016: Ausgewählte Kapitel der Brauereitechnologie.
- 2017: Narziß, L., Back, W., Gastl, M. Zarnkow, M.: Abriss der Bierbrauerei. - 8. Auflage, Wiley-VCH, Weinheim, Germany (ISBN: 9783527340361).
- 2019: Back, W., Gastl, M., Krottenthaler, M., Narziß, L., Zarnkow, M.: Brewing techniques in practice. Fachverlag Hans Carl, Nuremberg, Germany (ISBN: 9783418008523).